# Lincoln Child
Lincoln Child (ur. 1957 w Westport w stanie Connecticut) – amerykański pisarz, autor technothrillerów, horrorów i powieści sensacyjnych, większość z nich napisał wspólnie z Douglasem Prestonem. Po ukończeniu studiów pracował w wydawnictwie St. Martin’s Press jako redaktor, a od 1987 jako analityk w firmie ubezpieczeniowej MetLife. W 1988 nawiązał współpracę literacką z Douglasem Prestonem. Jej owocem było kilkanaście powieści, m.in. przeniesiony na duży ekran Relikt i Kult. W 2002 ukazała się jego pierwsza samodzielna powieść, Utopia.

## Twórczość
- Utopia (Utopia, 2002)
- Eden (Death Match, 2004)
- Głębia (Deep Storm, 2007)
- Terminalny mróz (Terminal Freeze, 2009)
- Grobowiec (The Third Gate, 2012)
- The Forgotten Room, 2015
- Full Wolf Moon, 2017

### Z Douglasem Prestonem
Cykl z agentem Pendergastem
- Relikt (The Relic, 1995)
- Relikwiarz (Reliquary, 1998)
- Gabinet osobliwości (The Cabinet of Curiosities, 2002)
- Martwa natura z krukami (Still Life with Crows, 2003)
- Siarka (Brimstone, 2004)
- Taniec śmierci (Dance of Death, 2005)
- Księga umarłych (The Book of the Dead, 2006)
- Krąg ciemności (The Wheel of Darkness, 2007)
- Kult (Cemetery Dance, 2009)
- Granice szaleństwa (Fever Dream, 2010)
- Bez litości (Cold Vengeance, 2011)
- Dwa groby (Two Graves, 2012)
- Biały ogień (White Fire, 2013)
- Błękitny labirynt (Blue Labyrinth, 2014)
- Karmazynowy brzeg (Crimson Shore, 2015)
- Obsydianowa komnata (The Obsidian Chamber, 2016)
- Miasto bezkresnej nocy (City of Endless Night, 2018)
- Verses for the Dead, 2018
- Crooked River, 2020
- Bloodless, 2021
- The Cabinet of Dr Leng, 2023

Cykl z Gideonem Crew
- Miecz Gideona (Gideon's Sword, 2011)
- Trup Gideona (Gideon's Corpse, 2012)
- Zaginiona Wyspa (The Lost Island, 2014)
- Poza granicą lodu (Beyond the Ice Limit, 2016)
- The Pharaoh Key, 2018

Inne
- Laboratorium (Mount Dragon, 1996)
- Zabójcza fala (Riptide, 1998)
- Nadciągająca burza (Thunderhead, 1999)
- Granica lodu (The Ice Limit, 2000)
- Old Bones, 2019